# Не хвилюйся, він далеко не піде
«Не хвилюйся, він далеко не піде» (англ. Don't Worry, He Won't Get Far on Foot) — американський драмедійний фільм 2018 року, поставлений режисером Ґасом Ван Сентом за сценарієм, заснованим на однойменній книзі мемуарів Джон Келлагена. Світова прем'єра фільму відбулася 19 січня 2018 року на кінофестивалі «Санденс». Він також був відібраний в конкурсну програму 68-го Берлінського міжнародного кінофестивалю. В американський прокат стрічка вийшла 11 травня 2018 року.

## Сюжет
Алкоголік і гульвіса Джон Келлаген (Хоакін Фенікс), потрапивши в автомобільну аварію та втративши можливість ходити, починає відвідувати зустрічі товариства анонімних алкоголіків і згодом відкриває в собі талант карикатуриста.

## У ролях
| • Хоакін Фенікс         | … | Джон Келлаген  |
| • Джона Гілл            | … | Донні          |
| • Руні Мара             | … | Анну           |
| • Джек Блек             | … | Декстер        |
| • Бет Дітто             | … | Реба           |
| • Олівія Гемілтон       | … | медсестра Лілі |
| • Удо Кір               | … | Джордж         |
| • Кім Гордон            | … | Коркі          |
| • Керрі Браунштейн      | … | Сюзанна        |
| • Еміліо Рівера         | … | Хесус Алварадо |
| • Пітер Баніфаз         | … | доктор Малон   |
| • Ангеліка Рівера       | … | Террі Алварадо |
| • Стів Зіссіс           | … | Еліас          |
| • Гізер Матараццо       | … | Шеннон         |
| • Ребекка Ріттенгаус    | … | Бонні          |
| • Рон Перкінс           | … | Мортон Кімбл   |
| • Ребекка Філд          | … | Марджі Біг'ю   |
| • Джессіка Джейд Андрес | … | Сідні          |
| • Санні Салджик         | … | скейтбордист   |
| • Торіан Міллер         | … | секретар       |

## Знімальна група
- Автори сценарію — Ґас Ван Сент, Джек Гібсон, Вільям Ендрю Ітмен
- Режисер-постановник — Ґас Ван Сент
- Продюсери — Чарльз Антоніоз, Мурад Белкеддар, Стів Голін, Ніколас Лермітт
- Виконавчий продюсер/Лінійний пролдюсер — Бретт Кренфорд
- Співпродюсер —Скотт Ендрю Робертсон
- Оператор — Кріс Бловелт
- Композитор — Денні Елфман
- Монтаж — Девід Маркс, Ґас Ван Сент
- Художник-постановник — Джамін Ясса
- Художник з костюмів — Денні Глікер
- Художник-декоратор — Дамарис Драгонас
- Підбір акторів — Кетті Дрісколл, Френсін Мейслер

## Виробництво
У листопаді 2016 року було анонсовано, що Хоакін Фенікс зіграє роль карикатуриста Джона Каллагана в байопіку Ґаса Ван Сента, який адаптувати для широкого екрана починали ще в 1989 році, і Робін Вільямс претендував на головну роль. У грудні того ж року стало відомо, що Джона Гілл і Руні Мара приєдналися до основного касту фільму.

## Нагороди та номінації
| Список нагород та номінацій           | Список нагород та номінацій | Список нагород та номінацій | Список нагород та номінацій     | Список нагород та номінацій | Список нагород та номінацій |
| Кінофестиваль/Кінопремія              | Рік                         | Категорія                   | Номінант(и)                     | Результат                   | Дж                          |
| ------------------------------------- | --------------------------- | --------------------------- | ------------------------------- | --------------------------- | --------------------------- |
| Берлінський міжнародний кінофестиваль | 2018                        | Золотий ведмідь             | Не хвилюйся, він далеко не піде | Номінація                   | [ 2 ]                       |
| Берлінський міжнародний кінофестиваль | 2018                        | Премія «Тедді»              | Не хвилюйся, він далеко не піде | Номінація                   | [ 9 ]                       |

## Матеріали
- Антон Фролов. Не волнуйся, далеко он не уйдет. Cineast (рос.) . 30.08.2018. Архів оригіналу за 31.08.2018. (Рецензія)